# Nucetto
Nucetto je italská obec v provincii Cuneo v oblasti Piemont.
K 31. prosinci 2011 zde žilo 436 obyvatel.

## Sousední obce
Bagnasco, Battifollo, Ceva, Perlo